# 蒂萨大村
蒂萨大村（匈牙利語：Tiszanagyfalu）是匈牙利索博尔奇-索特马尔-贝拉格州所辖的一个村。总面积27.05平方公里，总人口1856，人口密度68.6人/平方公里（2011年1月1日）。